# Колонець
Колонець (пол. Kołoniec) — село в Польщі, у гміні Руда-Маленецька Конецького повіту Свентокшиського воєводства.
Населення — 184 особи (2011).
У 1975-1998 роках село належало до Келецького воєводства.

## Демографія
Демографічна структура на день 31 березня 2011 року:
|          | Загалом | Допрацездатний вік | Працездатний вік | Постпрацездатний вік |
| -------- | ------- | ------------------ | ---------------- | -------------------- |
| Чоловіки | 92      | 16                 | 61               | 15                   |
| Жінки    | 92      | 20                 | 43               | 29                   |
| Разом    | 184     | 36                 | 104              | 44                   |